# IC 3142/2
IC 3142/2 је спирална галаксија у сазвијежђу Береникина коса која се налази на листи објеката дубоког неба у Индекс каталогу.
Деклинација објекта је + 13° 58' 50" а ректасцензија 12h 19m 5,1s. Привидна величина (магнитуда) објекта IC 3142 износи 14,5 а фотографска магнитуда 15,3. IC 31422 је још познат и под ознакама UGC 7355, MCG 2-31-90, CGCG 70-6, VCC 322, PGC 39619.